# Svinařov
Svinařov (en allemand : Swinarschow) est une commune du district de Kladno, dans la région de Bohême-Centrale, en République tchèque. Sa population s'élevait à 722 habitants en 2020.

## Géographie
Svinařov se trouve à 6 km au nord-ouest de Kladno et à 31 km à l'ouest-nord-ouest de Prague.
La commune est limitée par Smečno au nord, par Třebichovice à l'est, et par Libušín au sud et à l'ouest.

## Histoire
La première mention écrite de la localité date de 1325.